# قاعدة التياس الجوية العسكرية
قاعدة التياس الجوية العسكرية أو مطار طياس العسكري المعروف أيضا باسم مطار التيفور (بالإنجليزية: T-4)‏ هو مطار عسكري للقوات الجوية العربية السورية. يقع قرب قرية التياس على بعد حوالي 60 كيلومتر شرق مدينة تدمر في محافظة حمص السورية. يحتوي المطار على 54 حظيرة ومدرج رئيسي ومدرجين ثانويين طول كل مدرج يقارب 3 كيلومتر. ويعد هذا المطار أكبر مطار عسكري في سوريا ويليه مطار الضمير الذي يقع في مدينة الضمير.

## تاريخ
خلال السبعينات والثمانينات من القرن الماضي، أتيحت للاتحاد السوفيتي إمكانية الوصول إلى قاعدة تياس الجوية للنشر الدوري للطائرات البحرية.

### الحرب الأهلية
استخدمت القوات الجوية العربية السورية وفيلق القدس التابع لإيران القاعدة الجوية للعمليات العسكرية ضد قوات المعارضة خلال الحرب الأهلية السورية.
وفي ديسمبر 2016، هاجم تنظيم الدولة الإسلامية في العراق والشام القاعدة الجوية بعد يوم من الإطاحة بالقوات الموالية للحكومة في مدينة تدمر القريبة. وادعى تنظيم الدولة الإسلامية في العراق والشام أنه دمر أربع طائرات عسكرية سورية خلال هجومه على القاعدة الجوية.
ووفقا للمرصد السوري لحقوق الإنسان فقد شنت القوات الجوية الإسرائيلية هجوما على القاعدة الجوية في 10 فبراير 2018، ودمرت برج المراقبة الرئيسي.
وتعرضت القاعدة لهجوم مرة أخرى في 9 أبريل 2018 بواسطة صواريخ متعددة، ولم يتضح على الفور من يقف وراء الهجوم، لكن مسؤولين أميركيين نفوا شن أي هجوم جوي على سوريا. واعلنت وزارة الدفاع الروسية انها كانت هجوما اخر شنته القوات الجوية الإسرائيلية. وقال الجيش الروسي إن وحدات الدفاع الجوي السورية أسقطت خمسة صواريخ من أصل ثمانية صواريخ موجهة.